# Alveopora viridis
Espèce
Statut de conservation UICN

 NT  : Quasi menacé
Statut CITES
Alveopora viridis est une espèce de coraux appartenant à la famille des Poritidae selon ITIS ou la famille Acroporidae selon WoRMS.